# Szent Ágota-torony
A Szent Ágota-torony (máltaiul:  Torri ta' Sant'Agata ) más néven Vörös torony (máltaiul: Torri l-Aħmar), Mellieħa torony (máltaiul: Torri tal-Mellieħa), vagy Szent Ágota-erőd (máltai nyelven: Forti Sant'Agata ) nagy bástyás őrtorony Máltán, Mellieħaban. Egyike azoknak az erődtornyoknak, amelyeket az 57. máltai nagymester építtetett a szigetek partvédelmi hálózatának részeként. 1647 és 1649 között épült, hatodikként a Lascaris-tornyok sorában, de a többitől erősen eltérő stílusban. Ez Málta utolsó nagy bástyás tornya. Nevét a szicíliai Ágotának szentelt kápolnáról kapta.
Nem világos, hogy miért piros a torony, de a terület régi térképein mindig "Torre Rossa" néven szerepel. A hagyomány szerint a kő építése során felvette a vasércben gazdag talaj színét, vagy egyszerűen vörösre festették, hogy messziről felismerhető legyen.

## Leírása
A torony Málta északnyugati partján, a Marfa gerinc stratégiai pontján áll kilátással a Mellieħa-öböl természetes kikötőjére, Cominóra és Gozóra. Építése 1647. december 5-én kezdődött és 1648. november 20-án fejeződött be Antonio Garsin építész tervei alapján. Ez az egyetlen a Lascaris-tornyok sorában, amely a korábbi nagymester, Wignacourt magisztrátusa idején emelt őrtornyok stílusában épült. 1649 áprilisában az erődöt négy ágyúval szerelték fel.
Alaprajza négyzetes, lapostetős, négy bástyás saroktoronnyal.  Falai körülbelül négy méter vastagok, a felvonóhíddal védett bejárathoz lépcsősor vezet. A toronynak négy szintje van. Az alsó a ciszterna – a tetőre hulló esővizet csöveken keresztül vezették a padló alatti tárolóba, így biztosítva a vizet a toronyban szolgáló katonák számára. Méretei alapján körülbelül 53 000 liter víz tárolására volt alkalmas. A kút száját a jobb oldali nagyteremből lehetett elérni.  
A második, fő szint egy kis folyosóból és két egymásba nyíló dongaboltozatos helyiségből áll, amely az állandó szolgálatot adó katonák lakhelye volt. A belső szoba egyik sarokfülkéjében áll Szent Ágota apró kápolnája. 
A torony harmadik szintje a karzat, az osztott nagyterem kőpárkányain nyugszik. Ezt a szintet hálóhelyiségnek tervezték. 
Egy spirális kőlépcső vezetett fel a tetőre, amely fegyverplatformként működött. Az eredeti lépcső megrongálódott, így idővel tűzött fémfokokkal helyettesítették. A tetőn két láb magas mellvéd fut körbe, a négy saroktorony 3 méter magas. A tornyokban alakították ki az őrhelyeket, lőpor-, és fegyvertárakat. 
A torony látótávolságában állt a Fehér torony, a Għajn Ħadid torony, valamint a Ghajn Tuffieha és Nadur tornyok. Az őrtornyok láncolatában ezek kötötték össze a Szent Ágota-tornyot a keleti parton Vallettával, és a sziget közepén lévő ősi fővárossal, Mdinával.
A torony hátsó részéhez épített, alacsony előbástya és a csillag alakú sánc tizennyolcadik századi.

## Története

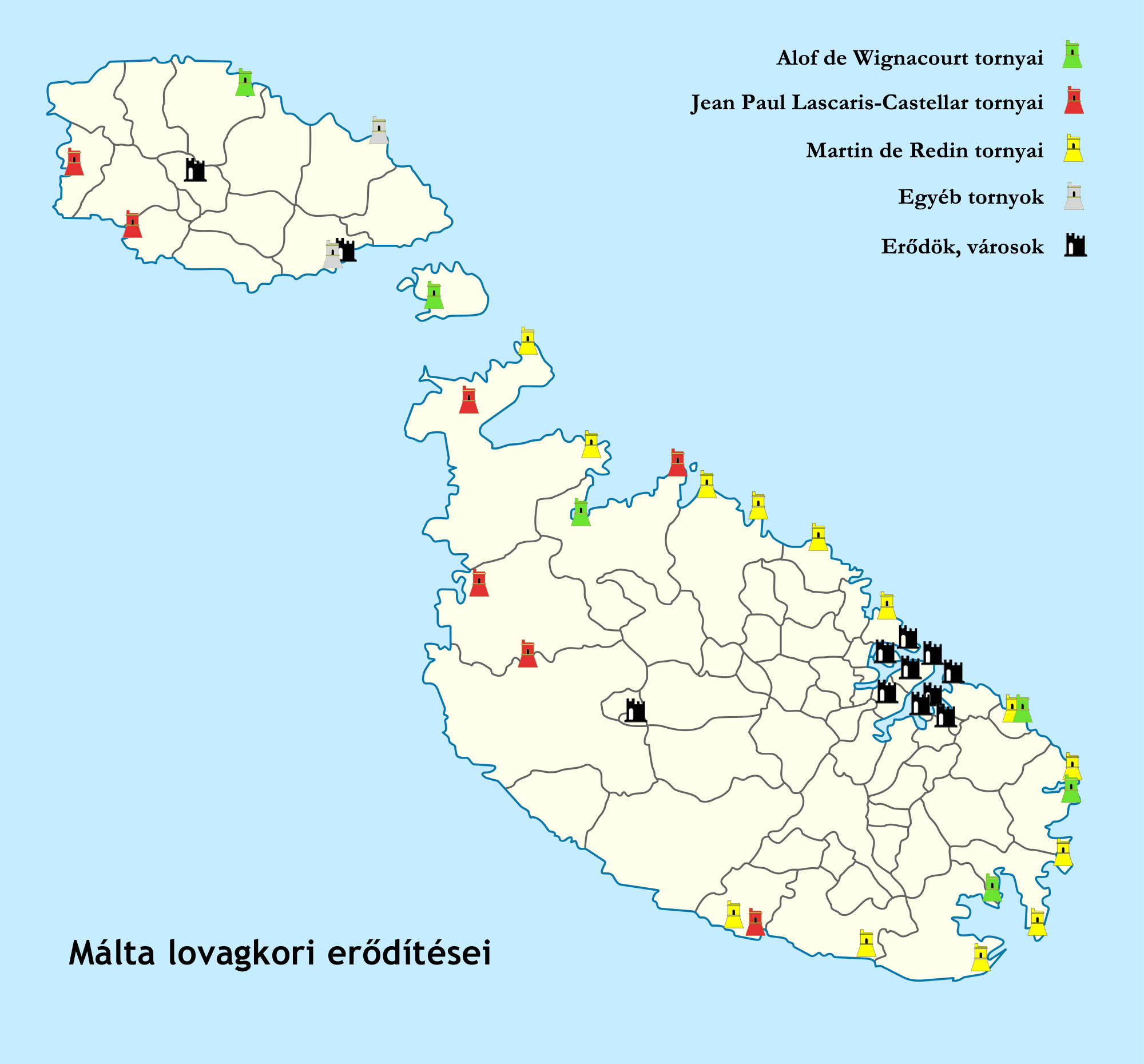
Málta 1530–1798 között épült partvédelmi rendszere

A máltai lovagrend hajóflottája a 16. századtól a “szent háború” jegyében egyfelől rendészeti feladatokat látott el és rendszeresen járőrözött a Máltai-szorosban, a Tirrén-tengeren, Szicília körül, és az Adria bejáratánál, védve a partvidékeket a portyázóktól és berberektől; másfelől viszont – ahogyan már rodoszi korszakukban is –, a lovagok maguk is rendszeresen hajtottak végre kalózakciókat az oszmán és az észak-afrikai vizeken. A sziget északi öblei felől többször is megtámadták a sziget falvait, és rabszolgaságba hurcolták a lakosságot. Bár ezek a rajtaütések önmagukban nem fenyegették a máltai lovagrend létesítményeit a Nagykikötő területén, mégis jelentős károkat okoztak, így a támadások ellen a partvonal állandó őrzése és a partraszállás megakadályozása jelenthetett megoldást. A természetes kikötők védelmét szolgáló erődök és őrtornyok építése már 1609-ben megkezdődött, és Jean-Paul de Lascaris-Castellar nagymester alatt – 1637 és 1652 között – további tornyok épültek. Ezekből kilenc, azonos kialakítású kisméretű őrtorony volt, a Szent Ágota-torony pedig egy nagyobb, bástyás erőd. 
A torony a sziget védelmében kiemelt szerepet töltött be, ez volt a lovagok elsődleges fellegvára Málta nyugati részén. Kezdetben 30 fős állandó helyőrséggel rendelkezett, továbbá elegendő lőszerrel és élelemmel ahhoz, hogy akár egy 40 napos ostromnak is ellenálljon.
A partot és a falak előtti területet a torony fő homlokzatán kialakított nagy ágyúnyílásokból leadott lövésekkel védték, a tornyokban kialakított lőállások pedig minden irányban összefüggő tűzteret biztosítottak. A tornyot soha nem támadták meg az oszmán törökök vagy más támadók a Szent János Lovagrend idejében. 
Egy feljegyzés szerint a torony fegyverzete 1770-ben a következőkből állt: egy 12 fontos vaságyú, hatvan  darab 12 fontos töltet, tizenöt 12 fontos kartács; egy 10 fontos vaságyú, hatvanhét 10 fontos lövedék, tizenöt darab 10 fontos kartács; egy nyolcfontos vaságyú, hatvankilenc 8 fontos golyó, tizenöt nyolcfontos kartács; két hatfontos tábori ágyú, százharmincegy 6 fontos lőszer, tizenöt hatfontos kartács; huszonnyolc muskéta; két pisztoly; tizenkét fokos és alabárd; egy kard; és ötszáz papírpatron. 
A lovagok több más védelmi építményéhez hasonlóan a Szent Ágota-tornyot is megerősítették a 18. század elején. A torony köré alacsony profilú törmelékfalat és óvóárkot építettek.
A brit időszakban és mindkét világháború alatt katonai védelmi funkciót látott el, a Máltai Fegyveres Erők radarállomásként használták.
A 20. század végére a Szent Ágota-torony rossz állapotban volt, egyik sarokbástya hiányzott, egy másik pedig súlyosan megsérült. A Dín l-Art Ħelwa Alapítvány, amely Málta történelmi, művészeti és természeti örökségének megőrzésére jött létre, 1999-ben kezdte meg a helyreállítási munkákat. Ennek keretében újjáépítették a megrongálódott bástyákat, a falakat és a tetőt, kicserélték az erodált kőburkolatot, a belső falakat lekaparták és festették, feltárták az eredeti padlót, valamint átépítették a tetőre vezető belső lépcsőházat. A tornyot 2001-ben nyitották meg újra a látogatók számára.
2007-ben a torony kiterjedt külső helyreállítási munkálatokon ment keresztül. A korábbi cementes vakolást eltávolították és vizes-mészbázisú habarcsra cserélték. A tornyot ismét pirosra festették – színét pedig a Máltai Tervezési és Környezetvédelmi Hatóság határozta meg a toronyfalakon talált korábbi vörös árnyalatok alapján. 2014 januárjában a Din l-Art Ħelwa két eredeti 17. századi ágyút is felszerelt a torony tetejére.

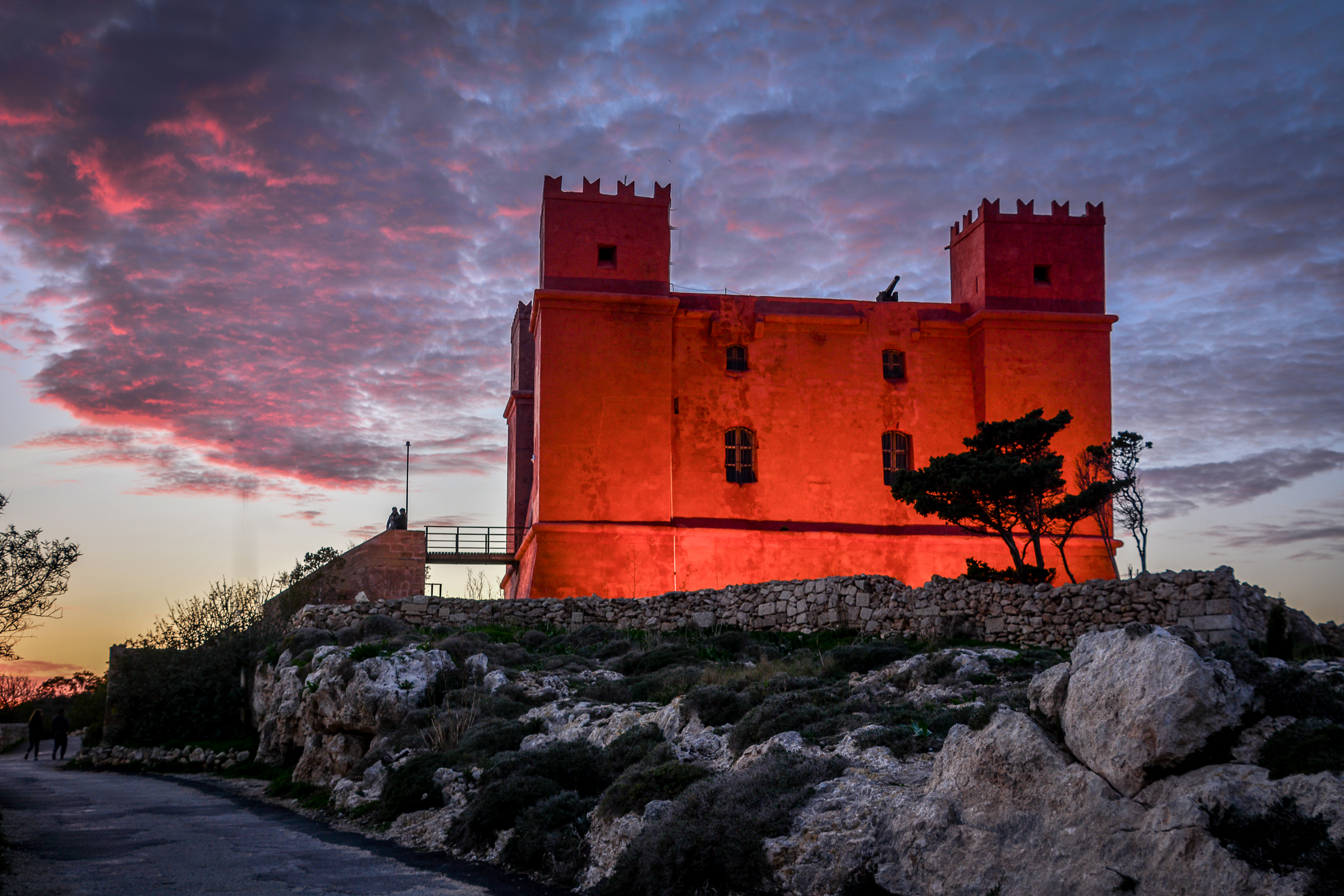
Alkonyat a Szent Ágota-toronynál
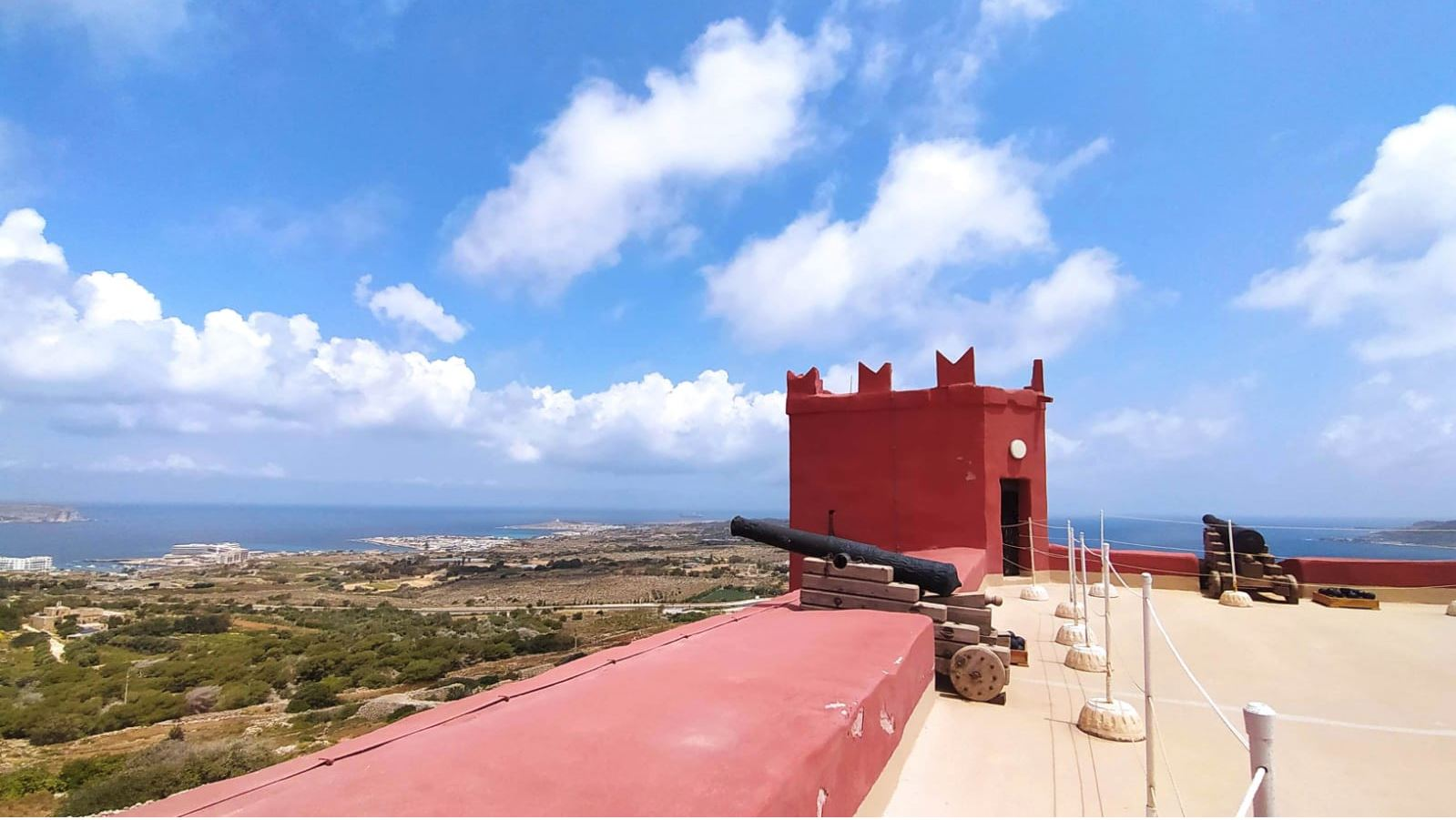
A torony ágyúi őrzik a Mellieħa-öblöt
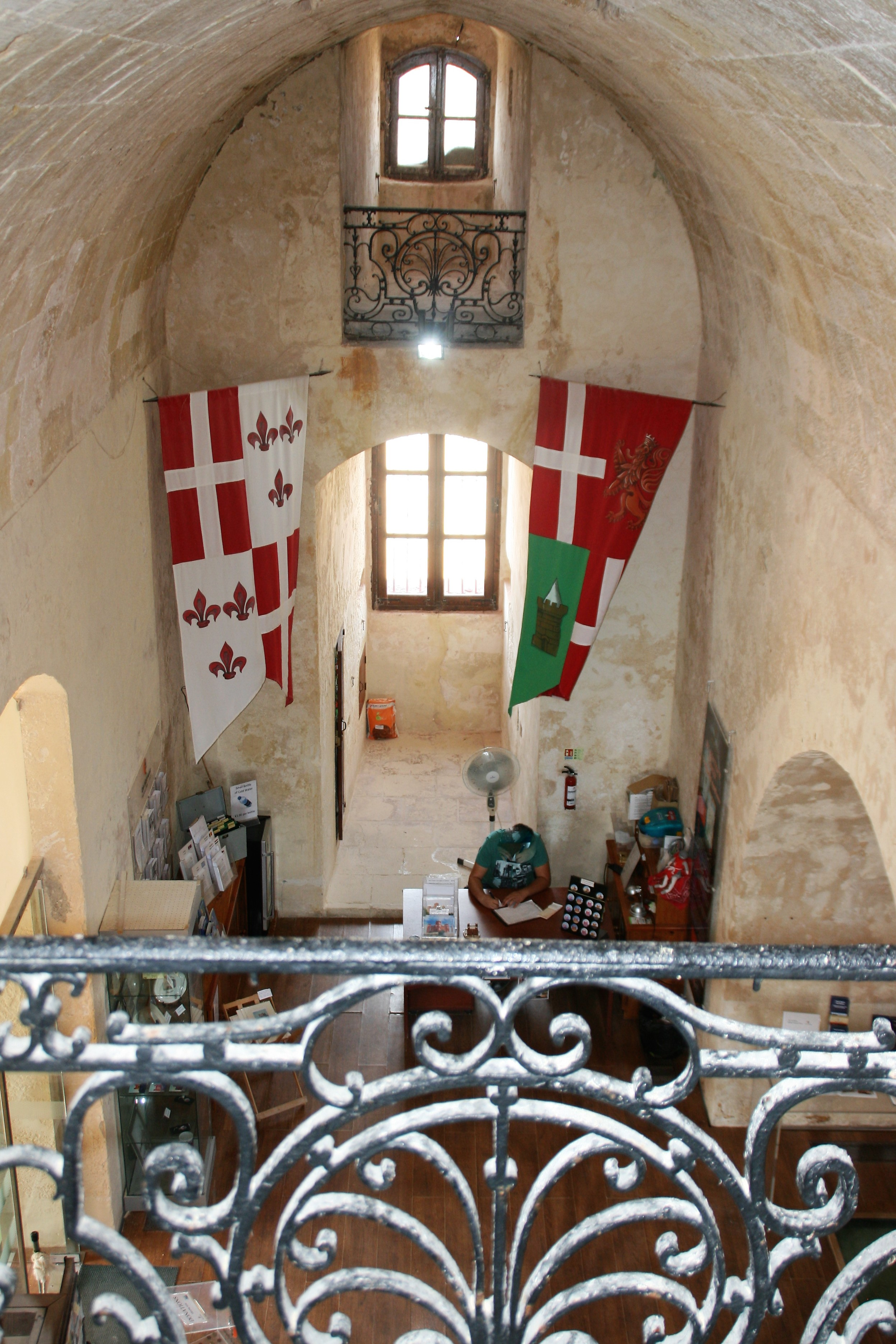
A torony dondaboltozatos nagyterme a karzatról
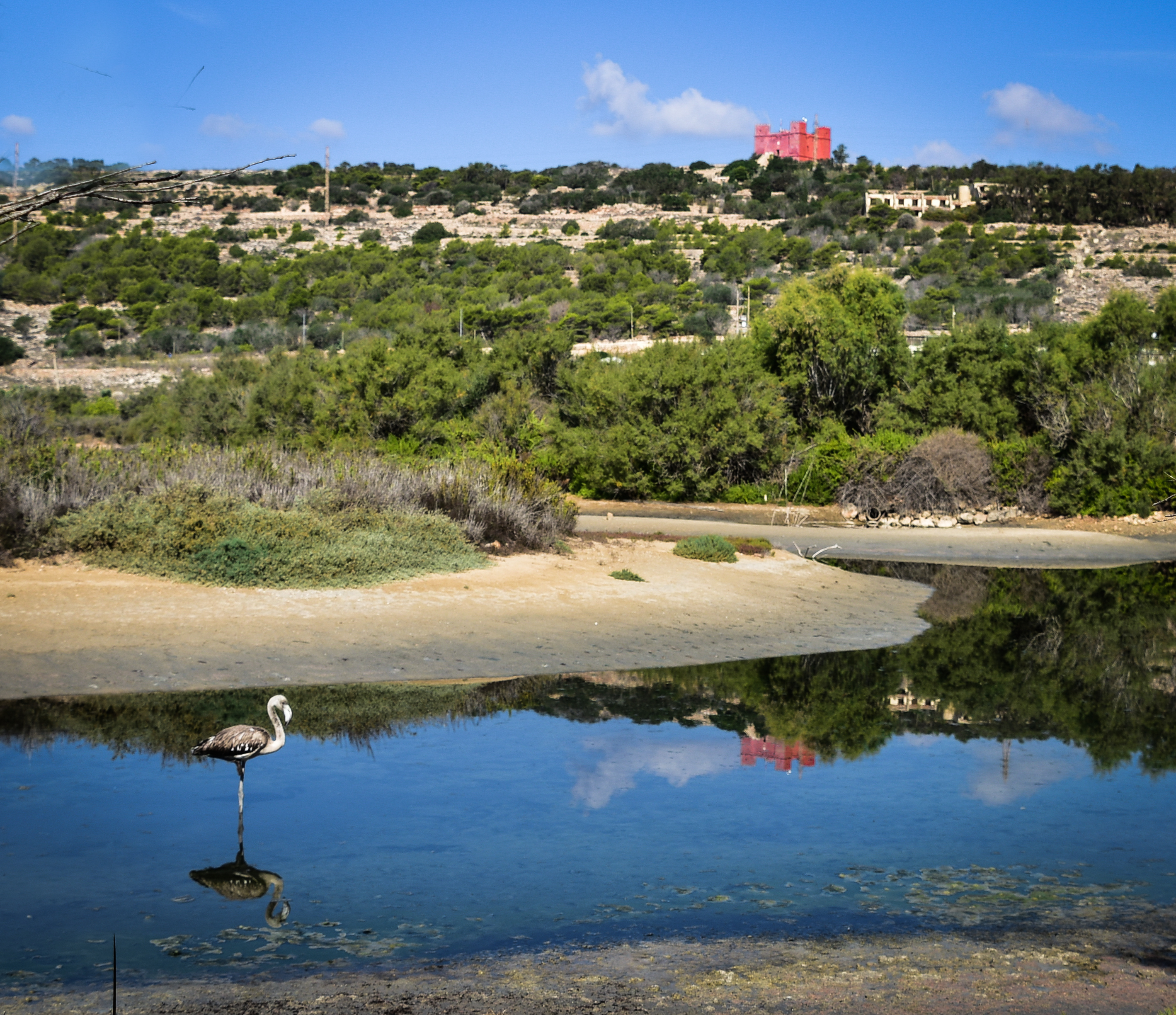
A torony látképe dél-kelet felől, a Natura 2000 természetvédelmi területről

## Fordítás
Ez a szócikk részben vagy egészben  a   Saint Agatha's Tower című angol Wikipédia-szócikk fordításán alapul.  Az eredeti cikk szerkesztőit annak laptörténete sorolja fel. Ez a jelzés csupán a megfogalmazás eredetét és a szerzői jogokat jelzi, nem szolgál a cikkben szereplő információk forrásmegjelöléseként.

## Külső hivatkozások
- National Inventory of the Cultural Property of the Maltese Islands
- Saint Agatha's Tower, Malta Archiválva 2017. december 22-i dátummal a Wayback Machine-ben